# Eugenia agathopoda
Eugenia agathopoda är en myrtenväxtart som beskrevs av Friedrich Ludwig Diels. Eugenia agathopoda ingår i släktet Eugenia och familjen myrtenväxter. Inga underarter finns listade i Catalogue of Life.